# Perdiu dels bambús muntanyenca
La perdiu dels bambús muntanyenca (Bambusicola fytchii) és una espècie d'ocell de la família dels fasiànids (Phasianidae) que habita matoll obert, praderies i zones amb bambú de les muntanyes del l'est de l'Índia, sud de la Xina, est de Myanmar i nord d'Indoxina.